# Maria Lluïsa Serralta
Maria Lluïsa Serralta   (Barcelona, 1938 - Barcelona, 28 de març de 2022) fou una activista veïnal històrica barcelonina, impulsora de l'Escola d'Adults Freire, presidenta de l'associació de veïns del barri de Verdum de Barcelona i cofundadora de l'Arxiu Històric de Roquetes – Nou Barris.

## Biografia
Nascuda al barri de Sants, aviat es va traslladar al de Verdum. Des de molt jove s’implicà en els moviments socials i les reivindicacions veïnals dels barris del nord del districte de Sant Andreu, que havien tingut un creixement molt ràpid i on feien falta tota mena de serveis i recursos, equipaments i infrastructures. I així va viure el naixement de l'Associació de Veïns de Nou Barris, que aplegava nou barriades, per assolir més fàcilment les solucions als problemes comuns.
A començaments dels anys 1970, Serralta es va implicar, juntament amb un grup de dones de Verdum i la Guineueta, en la creació d'un centre d’alfabetització –inicialment enfocat a empoderar les dones del barri– que va arribar a ser l’Escola d’Adults Freire, a la Via Favència, que pal·liaria l’important índex d’analfabetisme d’aquells barris. Treballà també per tenir al barri una escola professional, que ara és l'Institut de la Guineueta. Totes aquestes iniciatives van canviar decisivament el nivell formatiu de les persones i la cohesió social d’aquests barris.

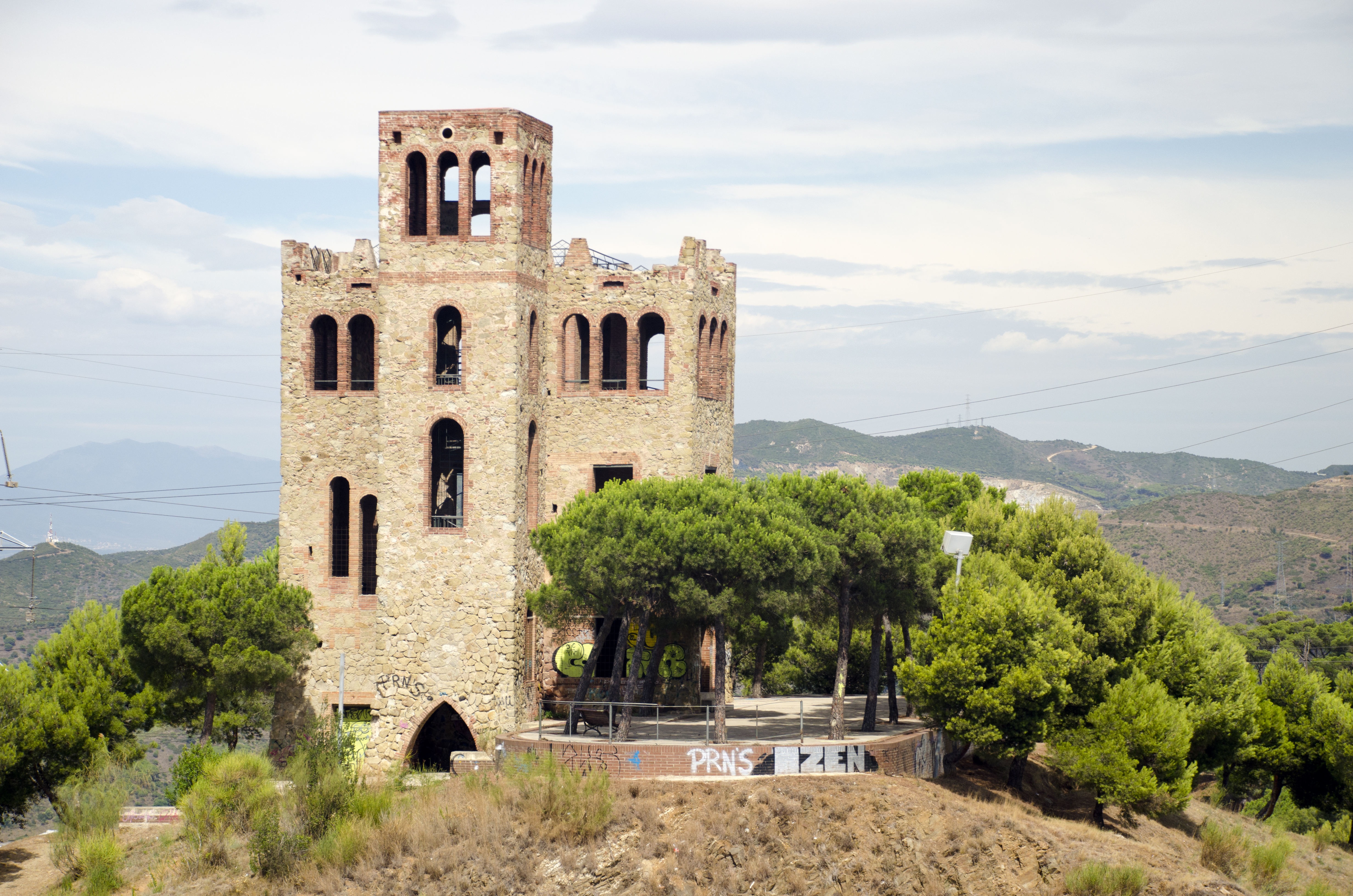
El Castell de Torre Baró

Maria Lluïsa Serralta va difondre el discurs que la memòria no era tasca de l’administració, sinó de la gent, del veïnat, it el 1983 va crear en un racó de l’Escola d’Adults  –amb Arnaldo Gil i altres veïnes i veïns– el Centre d'Estudis Populars de Roquetes, que esdevindria l’Arxiu Històric de Roquetes-Nou Barris, amb la intenció de reivindicar la memoria histórica d’aquests barris emergents i de conservar la documentació de tantes entitats veïnals que hi estaven treballant. Entre les empreses que es proposà des del principi fou la recuperació del castell de Torre Baró, que va culminar el 2014.
També treballà des de l'associació de veïns i veïnes, que presidí durant molts anys, per revitalitzar l’entitat i per guanyar el Casal de Barri del Verdum. També des de l'associació, amb altres veïnes, va impulsar el reconeixement a les dones que van fer dels safareigs de les Cases del Governador, construïts el 1953, un lloc de relació i suport mutu. Una placa i un faristol les recorda a l’actual plaça de Verdum.
Va ser una de les homenatjades per l'Ajuntament de Barcelona en la campanya Ciutat de Dones, el març de 2023.